# Muroto
Muroto (室戸市?) è una città giapponese della prefettura di Kōchi.